# Румс, Роландо
Роландо Одли Румс (англ. Rolando Audley Roomes; 15 февраля 1962, Кингстон) — ямайский и американский бейсболист, играл на позиции аутфилдера. Выступал в Главной лиге бейсбола с 1988 по 1990 год.

## Биография
Роландо Румс родился 15 февраля 1962 года в Кингстоне на Ямайке. Он был одним из четырёх сыновей в семье военнослужащего Винсента Румса и его супруги Энди. В возрасте шести лет Румс начал играть в крикет, пользовавшийся популярностью на острове, когда им владела Великобритания. В 1969 году их семья переехала в Бруклин. Они жили в Бушуике, отец работал на фабрике и учился в колледже, позднее он стал социальным работником. Там дети начали увлекаться бейсболом и болеть за «Нью-Йорк Метс». Ещё через четыре года они перебрались в более благополучный Арверн, один из районов Куинса.
Румс учился в старшей школе Бич-Ченнел в Рокавей-Парке. В выпускном классе он начал играть в бейсбол серьёзно и впервые задумался о спортивной карьере. В одном из интервью в конце 1980-х годов он рассказывал, что столь позднее начало серьёзных занятий спортом не позволило ему в полной мере реализовать себя, в школе не было тренера, а команда не всегда могла собрать нужное количество игроков. Тем не менее, игру Румса оценил скаут Билли Блитцер, рекомендовавший его работавшему на «Чикаго Кабс» Ральфу Дилулло. Румс отказался от предложения играть в американский футбол в колледже и подписал свой первый контракт.
В течение восьми лет после этого он играл в различных командах младших лиг. Румс обладал сильной рукой, хорошо играл в защите и был достаточно быстрым, но получал очень много страйкаутов. Три раза он становился худшим в лиге по их количеству. В 1986 году, когда его оставили на пятый сезон подряд на уровне A-лиги в команде «Уинстон-Сейлем Спиритс», он хотел бросить бейсбол, но тренер Ларри Кокс отговорил Румса от этого шага. Осенью того же года в Аризонской лиге для новичков он работал с тренером Ричи Зиском, который называл игрока «поздним цветком с большим потенциалом». Эта работа дала свои плоды. В 1987 году Румс играл в Восточной лиге уровня AA за «Питтсфилд Кабс» и по итогам турнира стал вторым по количеству выбитых хоум-ранов при показателе отбивания 30,8 %. После этого его включили в расширенный состав «Чикаго Кабс».
В 1988 году он дебютировал в Главной лиге бейсбола, хотя появлялся на поле редко. В мае Румса отправили в команду AAA-лиги «Айова Кабс», откуда он вернулся только в сентябре, после чего сыграл в десяти матчах. В последующую зиму, пока он играл в Пуэрто-Рико, клуб обменял его в «Цинциннати Редс» на кэтчера Ллойда Макклендона. Сезон 1989 года Румс начал в фарм-клубе «Нэшвилл Саундс». Он играл хорошо и в начале мая был вызван в основной состав «Редс» для замены получившего травму Эрика Дэвиса. Обратно в фарм-команду он не вернулся, а чемпионат стал лучшим в карьере Румса. Главным событием года для него лично стали три хита, выбитых в гостевом матче против «Чикаго Кабс». Год он закончил с показателем отбивания 26,3 %, семью хоум-ранами и 34 RBI.
Перед стартом сезона 1990 года новым главным тренером «Цинциннати» стал Лу Пинелла, для которого количество получаемых страйкаутов было одним из приоритетных показателей. Они по-прежнему оставались проблемой Румса, и он едва не был исключён из состава, а его игровое время значительно сократилось. До середины июня он сыграл в 61 матче с эффективностью на бите 21,3 %, после чего был отчислен. Несмотря на это, клуб вручил ему чемпионский перстень за победу в Мировой серии 1990 года. Через несколько дней Румс был зачислен в состав «Монреаль Экспос». За основную команду он сыграл в шестнадцати матчах, большую часть концовки сезона проведя в AAA-лиге в «Индианаполис Индианс». Осенью он покинул команду. Сезон 1991 года, проведённый в «Денвер Зефирс» и «Портленд Биверс», стал последним в карьере Румса.
Закончив играть, Румс с супругой Сандрой и сыном поселился в Месе, где работал в телефонной компании. Ещё трое сыновей родилось у них позже. В 1996 году он вернулся к спорту, играл и тренировал в местной любительской софтбольной лиге. По состоянию на 2019 год Румс с семьёй проживал в Миннесоте.